# IC 1481
IC 1481 ist eine Galaxie mit aktivem Galaxienkern im Sternbild Fische auf der Ekliptik. Sie ist schätzungsweise 280 Millionen Lichtjahre von der Milchstraße entfernt und hat einen Durchmesser von etwa 65.000 Lichtjahren.
Im selben Himmelsareal befinden sich u. a. die Galaxien NGC 7575 und NGC 7591.
Die Typ-Ia-Supernova SN 2000ey wurde hier beobachtet.
Das Objekt wurde am 6. Oktober 1891 vom österreichischen Rudolf Ferdinand Spitaler entdeckt.